# Palatul Civran

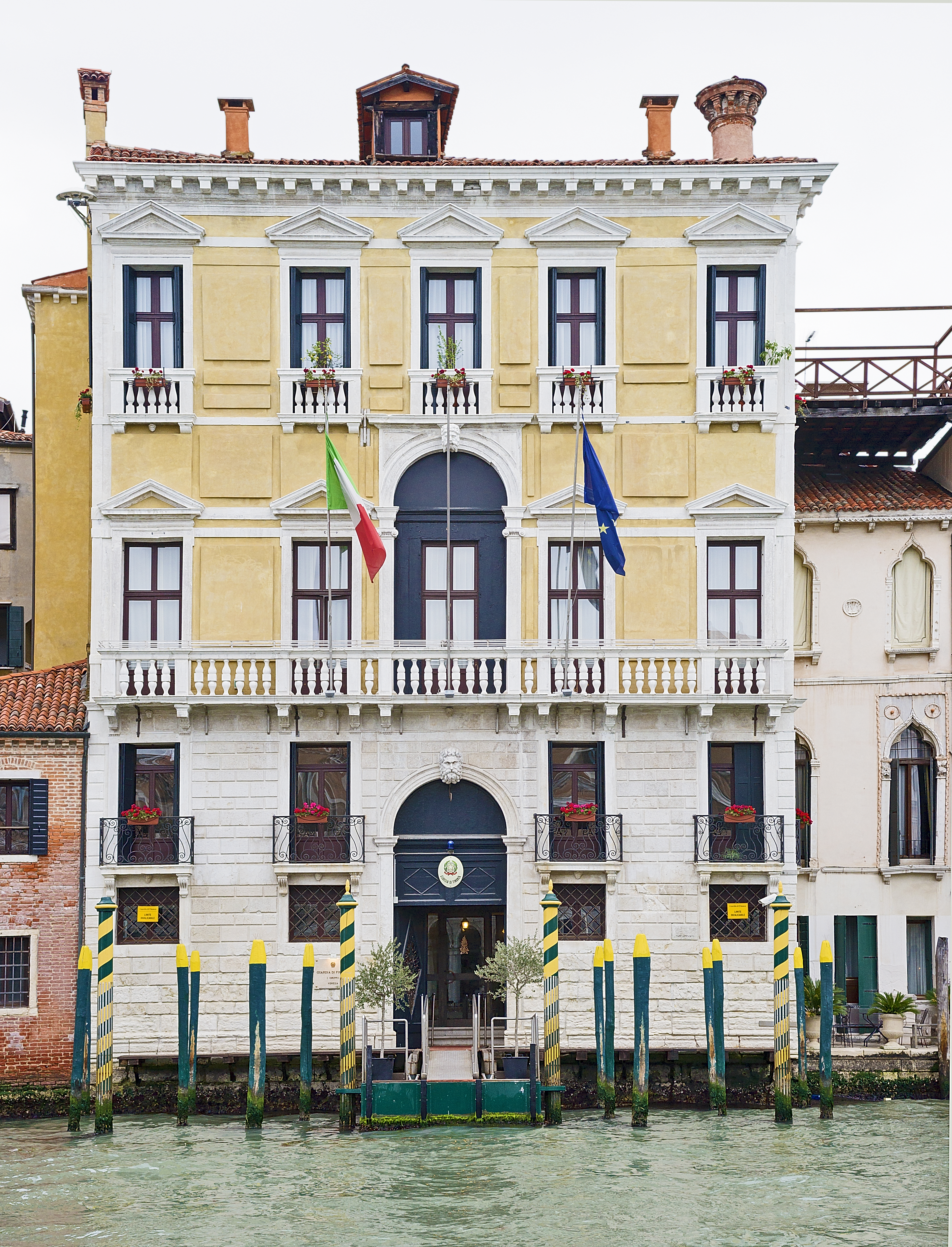
Palatul Civran

Palatul Civran este un palat din Veneția, situat în sestiere Cannaregio, pe malul stâng al Canal Grande, chiar înainte de Fontego dei Tedeschi, între Campiello del Remer și Palatul Perducci.

## Istoric
Familia Civran a fost proprietara acestui palat de la sfârșitul secolului al XIV-lea, modificându-i de mai multe ori aspectul cu prilejul renovărilor efectuate de-a lungul anilor. În prezent, clădirea este proprietatea statului și este sediul Guardia di Finanza, așa cum se poate observa, de asemenea, de la culorile arma aplicate la poli amarare.

## Arhitectură
Construit în secolul al XIV-lea, palatul are o structură rezultată în timpul ultimei restaurări majore ce a avut loc în prima jumătate a secolului al XVII-lea, când edificiul a dobândit un aspect arhitectonic tipic Renașterii târzii. Parterul este rusticizat, având în mijloc un portal cu cintru, având o cheie de boltă în formă de cap de om; mezaninul este format din patru deschideri mult mai sus decât ar fi normal și are o balustradă metalică.
Primul etaj conține o deschidere monoforă centrală aproape egală cu portalul central de la parter și două perechi de ferestre monofore laterale, toate acestea fiind unite de un singur balcon proeminent. Al doilea etaj la o altitudine mai mică, este format din cinci ferestre monofore egal aliniate cu cele de la primul etaj și cu balcoane individuale. Toate deschiderile de la primul și al doilea etaj, cu excepția deschiderii centrale de la parter, sunt surmontate de un timpan triunghiular.